# Cristina
|  | Aquest article tracta sobre el municipi Cristina. Vegeu-ne altres significats a «Cristina (desambiguació)». |

Cristina és un municipi de la província de Badajoz, a la comunitat autònoma d'Extremadura.

## Situació
Està situat a 2 km al sud de Guareña, poble del que funciona de fet com a barri, perquè el nucli de Cristina està apartat d'altres poblacions amb més importància. A uns 7 km està Oliva de Mèrida. Pertany al Partit judicial de Don Benito.

## Economia
La principal i única font d'economia és l'agricultura (oliveres i cereals) i ramaderia. Al sud estan els turons de la Sierrecilla de terreny més abrupte i vegetació de matoll.

## Història
A la caiguda de l'Antic Règim la localitat es constitueix en municipi constitucional a la regió d'Extremadura. Des de 1834 va quedar integrat en el Partit judicial de Don Benito. En el cens de 1842 tenia 70 llars i 260 veïns.